# Gymnogobius isaza
Gymnogobius isaza är en fiskart som först beskrevs av Tanaka, 1916.  Gymnogobius isaza ingår i släktet Gymnogobius och familjen smörbultsfiskar. Inga underarter finns listade i Catalogue of Life.